# Stadion sv. Josipa Radnika
Stadion sv. Josipa Radnika – stadion piłkarski w Zagrzebiu (w dzielnicy Sesvete), w Chorwacji. Obiekt może pomieścić 1200 widzów. Swoje spotkania rozgrywają na nim piłkarze klubu NK Sesvete. Stadion był jedną z aren piłkarskich Mistrzostw Europy U-17 2017.